# Prodontria rakiurensis
Prodontria rakiurensis är en skalbaggsart som beskrevs av Emerson 1997. Prodontria rakiurensis ingår i släktet Prodontria och familjen Melolonthidae. Inga underarter finns listade i Catalogue of Life.